# Олођени (Прахова)
Олођени (рум. Ologeni) насеље је у Румунији у округу Прахова у општини Појенариј Буркиј. Oпштина се налази на надморској висини од 120 m.

## Становништво
Према подацима из 2002. године у насељу је живело 1632 становника, од којих су сви румунске националности.